# Кузин, Валентин Егорович
Валентин Егорович Кузин (23 сентября 1926, Новосибирск, РСФСР, СССР — 13 августа 1994, Москва, Россия) — советский хоккеист. Заслуженный мастер спорта СССР (1954).

## Биография
С детства увлекался футболом и русским хоккеем (первые матчи сыграл в 15-летнем возрасте), из которого в хоккей с шайбой принес исключительную скорость бега на коньках. Молодого и способного хоккеиста рассчитывал взять в Москву Михаил Якушин, но его вскоре освободили от работы в Москве и отправили в Тбилиси.
Однако пригласить в «Динамо» сумел Аркадий Чернышёв, занимавшийся летом с молодёжной футбольной командой «Динамо» (в её составе был тогда Лев Яшин). Он сумел настолько увлечь Кузина хоккеем с шайбой, что тот окончательно отказался от футбола, хотя в чемпионате СССР 1950 года провел один матч в основном составе.
По окончании карьеры работал слесарем-механосборщиком шестого (высшего) разряда в НИИРП (филиал г. Химки).

## Карьера
- 1948—1950 — «Динамо» (Нс)
- 1950—1961 — «Динамо» (М)

## Достижения
- Чемпион ЗОИ 1956. На ЗОИ — 7 матчей, 4 шайбы.
- Чемпион мира 1954 и 1956. Второй призёр ЧМ 1955. На ЧМ — 14 матчей, 6 шайб.
- Чемпион Европы 1954—1956.
- Чемпион СССР 1954. Второй призёр чемпионата СССР 1951, 1959 и 1960. Третий призёр 1952, 1953, 1955—1958. В чемпионатах СССР — 261 матч, 153 шайбы.
- Финалист розыгрыша Кубка СССР 1955 и 1956.
- Чемпион РСФСР 1949.
- Чемпион I зимней Спартакиады народов РСФСР (1958 год).
- Чемпион Всемирных зимних студенческих игр 1953 года.

## Награды
- Медаль «За трудовую доблесть» (27.04.1957) — «за успехи, достигнутые в деле развития массового физкультурного движения в стране, повышения мастерства советских спортсменов, и успешное выступление на международных соревнованиях»